# Ирис карликовый
И́рис ка́рликовый, или Каса́тик карликовый, или Ирис ни́зкий (лат. Íris púmila) — вид многолетних травянистых растений рода Ирис (Iris) семейства Ирисовые (Iridaceae). Включён в Красную книгу России.

## Ареал и среда обитания
Западнономадийский вид. Произрастает в Малой Азии, в Центральной и Восточной Европе, на Украине, в Молдавии, Крыму, на Кавказе, на европейской части России, до границ степной зоны. Растёт в степях на каштановых почвах и на солонцеватых лугах.

## Ботаническое описание

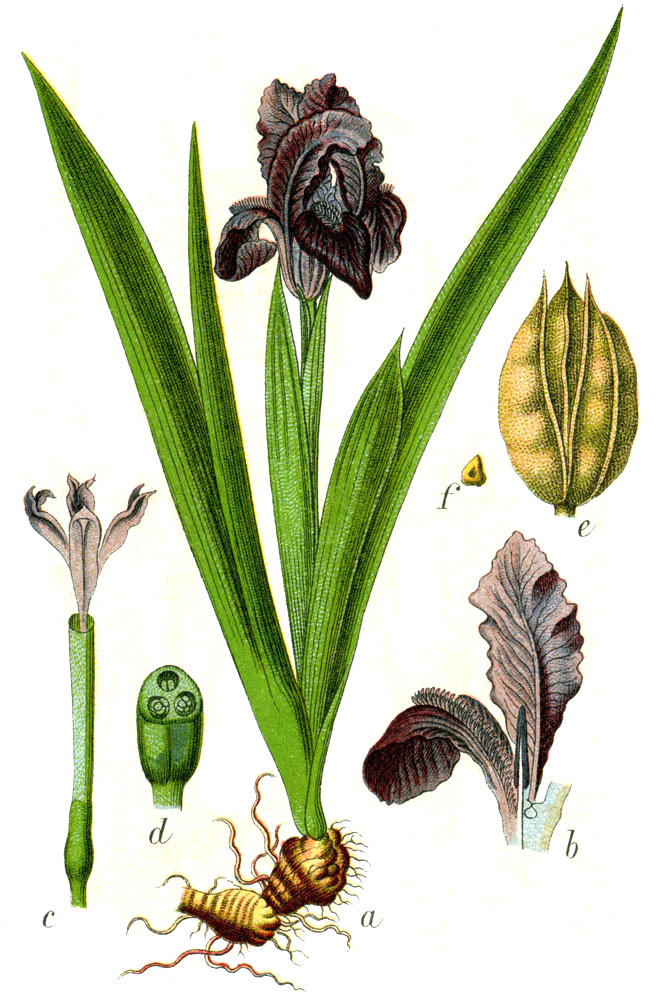

Многолетнее растение высотой от 10 до 15 см.
Корневище разветвлённое шириной до 1 см, дающие побеги.
Стебель практически отсутствует, все листья прикорневые, немного сизоватые, длинно-ланцетные, длиной от 8 до 16 см, шириной около 1 см.
Цветки одиночные, синие, лиловые или жёлтые, с узкими, на верхушке перепончатыми листочками обёртки. Трубка от 6 до 8 см в длину, в 2 раза длиннее околоцветника, наружные доли околоцветника продолговатые, к основанию клиновидно суженные, внутренние доли почти равны наружным, но шире их. Рыльца цельные, расширенные, сидячие.
Коробочка трёхгранная, заострённая кверху. Семена длиной около 5 мм, морщинистые, тёмно-бурые, неправильно-яйцевидные.

## Охрана
Помимо Красной книги России, включён в Красные книги следующих субъектов Российской Федерации: Башкортостан, Белгородская область, Волгоградская область, Воронежская область, Дагестан, Ингушетия, Калмыкия, Краснодарский край, Курганская область, Липецкая область, Оренбургская область, Орловская область, Ростовская область, Самарская область, Саратовская область, Северная Осетия, Ставропольский край, Татарстан, Ульяновская область, Челябинская область, Чечня.

## Ботаническая классификация

### Синонимы
- Iris pumila f. acuta Prodán (1941)
- Iris pumila subsp. aequiloba (Ledeb.) K.Richt. (1890)
- Iris pumila f. albiflora Schur (1866)
- Iris pumila f. atroviolacea Schur (1866)
- Iris pumila subsp. attica Hayek
- Iris pumila subsp. attica (Boiss. & Heldr.) K.Richt. (1890)
- Iris pumila var. barthii Prodán & Buia (1945)
- Iris pumila var. barthiiformis Prodán (1945)
- Iris pumila var. binata (Schur) Schur (1866)
- Iris pumila var. dobrogensis Prodán (1935)
- Iris pumila var. guertleri Prodán (1935)
- Iris pumila var. heliotropii Prodán & Borza (1935)
- Iris pumila var. latispatha Prodán & Borza (1935)
- Iris pumila var. lutea Ker Gawl. (1809)
- Iris pumila var. macrocarpa Prodán (1941)
- Iris pumila f. moldavica Prodán (1935)
- Iris pumila var. ochroleuca Prodán & Borza (1935)
- Iris pumila var. pseudopumilioides Prodán (1935)
- Iris pumila f. romanica Prodán & Borza (1935)
- Iris pumila var. rozaliae Prodán (1935)
- Iris pumila var. scapifera Borbás (1896)
- Iris pumila var. scariosa (Willd. ex Link) Schmalh. (1897)
- Iris pumila subsp. sintenisiiformis Prodán (1941)
- Iris pumila subsp. stenoloba (A.DC. ex Baker) K.Richt. (1890)
- Iris pumila subsp. taurica (Lodd.) Rodion. & Shevch. (1979)
- Iris pumila subsp. transsilvanica (Schur) Asch. & Graebn. (1906)
- Iris pumila subsp. tristis (Nyman) K.Richt. (1890)
- Iris pumila f. violacea Prodán (1845)